# Monte Paitchau
El Monte Paitchau (también escrito Paitchao, o Paitxau; y Pai Tekau Ile) es una montaña en el subdistrito Tutuala, en el distrito de Lautém en el pequeño país asiático de Timor Oriental. Se encuentra dentro de los límites del parque nacional Nino Konis Santana, que se localiza al sur del lago de Ira Lalaro. Aunque parte de una cadena montañosa, Paitchau es una montaña aislada en el sur del Sucos Mehara. Se extiende en una altitud de 0-960 metros (0-3,150 pies). BirdLife International ha clasificado a la montaña y su región circundante de 55,797 hectáreas (137,880 acres) como un Área Importante para las Aves de Timor Oriental. El área contenida dentro de la cordillera Paitchau e Ira Lalaro está escasamente poblada y contiene una fauna y especies florales únicas.